# Aleksander Ludwik Kozubowski

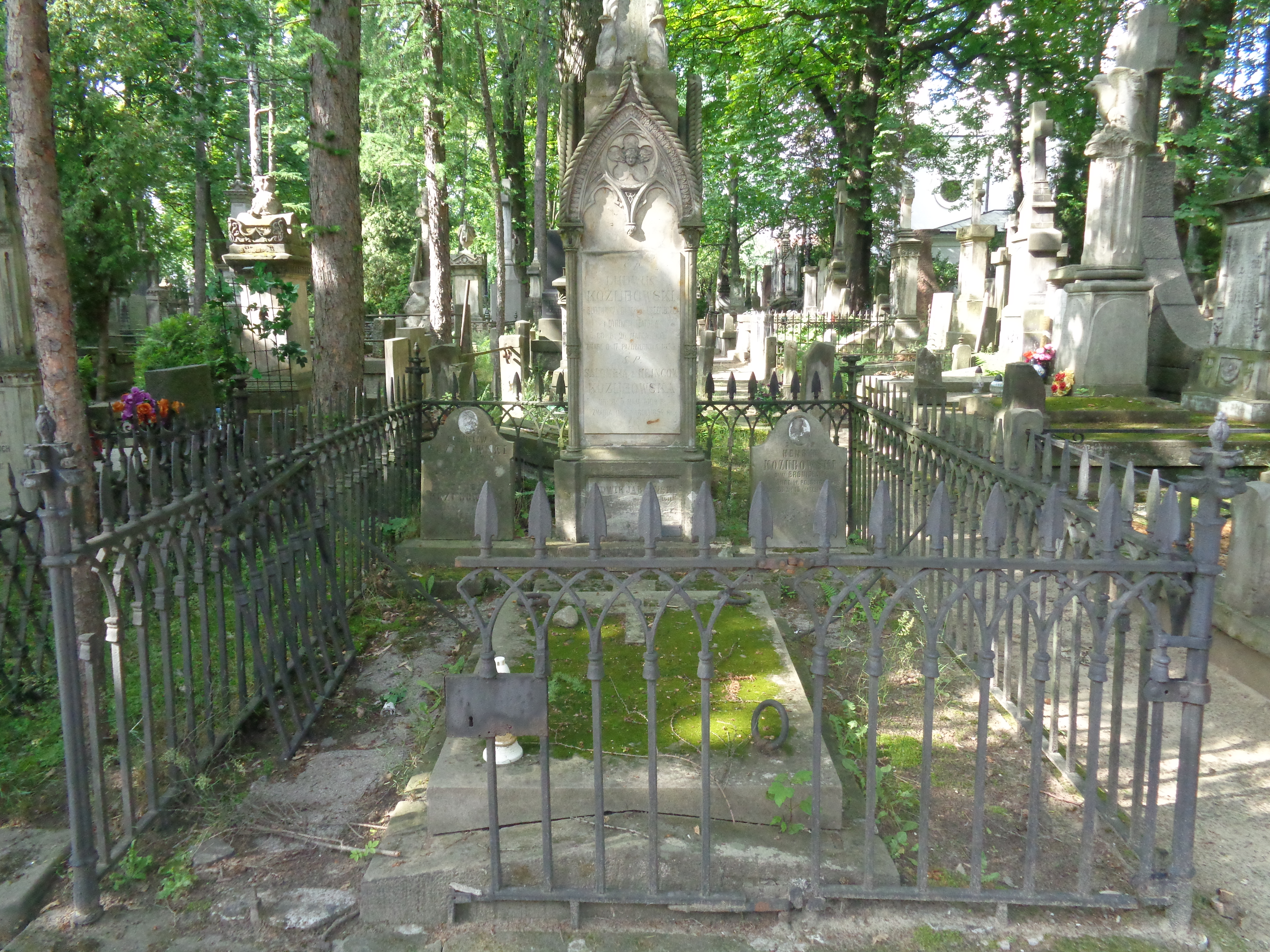
Grób Aleksandra Kozubowskiego na cmentarzu Powązkowskim

Aleksander Ludwik Kozubowski (ur. 16 marca 1803, Kielecczyzna, zm. 17 października 1853 w Leubus na Dolnym Śląsku) – architekt reprezentujący klasycyzm i budowniczy, działający głównie w Warszawie.

## Życiorys
Kozubowski  pochodził z rodziny szlacheckiej herbu Mora. W roku 1821 ukończył Szkołę Wojewódzką w Kielcach i udał się na naukę do sławnego architekta warszawskiego Corazziego. O działalności jego niewiele wiadomo: po przejęciu stanowiska dyrektora Warszawskich Teatrów Rządowych przez generała Rautenstraucha Kozubowski dokończył pod jego kierownictwem budowę Teatru Wielkiego. Inne jego prace to m.in. dom przy ul. Bednarskiej 9 w Warszawie oraz grobowiec Rautenstraucha przy kościółku Kapucynów na ul. Miodowej, zniszczony w 1944. Od 1837 członek Rady Ogólnej Budowniczej przy Komisji Rządowej Spraw Wewnętrznych i Duchownych. W 1835-1847 był budowniczym Dyrekcji Generalnej Towarzystwa Ogniowego w Warszawie. Zapewne dzięki protekcji Rautenstraucha Kozubowski był w latach 1834-1842 budowniczym Teatrów Rządowych, po śmierci generała otrzymał stanowisko budowniczego Dyrekcji Towarzystwa Ogniowego w stolicy. w 1844 został odznaczony Orderem Świętego Stanisława 3 klasy. Członek Warszawskiego Towarzystwa Dobroczynności.
Zwłoki Kozubowskiego przewieziono ze Śląska i pochowano na cmentarzu na Powązkach (kwatera 12-5-27).